# Campionato caraibico di calcio 1978
Il Campionato caraibico di calcio 1978 (CFU Championship 1978) fu la prima edizione del Campionato caraibico di calcio (successivamente chiamata Coppa dei Caraibi), competizione calcistica per nazione organizzata dalla CFU. La competizione si svolse in Trinidad e Tobago dal 22 ottobre al 28 ottobre 1978 e vide la partecipazione di quattro squadre: Antigua e Barbuda, Haiti, Suriname e Trinidad e Tobago.
La CFU organizzò questa competizione come CFU Championship dal 1978 al 1988; dal 1989 al 1990 sotto il nome di Caribbean Championship; dall'edizione del 1991 a quella del 1998 cambiò nome e divenne Shell Caribbean Cup; le edizioni del 1999 e del 2001 si chiamarono Caribbean Nations Cup; mentre dal 2005 al 2014 la competizione si chiamò Digicel Caribbean Cup; nell'edizione del 2017 il suo nome è stato Scotibank Caribbean Cup.

## Formula
- Qualificazioni

13 squadre, divise in due turni di qualificazione. Giocano partite di andata e ritorno, le prime quattro classificate si qualificano alla fase finale.
- Fase finale

Girone unico di 4 squadre, giocano partite di sola andata. La vincente si laurea campione CFU.

## Squadre partecipanti
| Pr. | Squadra           | Data di qualificazione certa | Partecipante in quanto                                         | Partecipazioni precedenti al torneo | Ultima presenza |
| --- | ----------------- | ---------------------------- | -------------------------------------------------------------- | ----------------------------------- | --------------- |
| 1   | Antigua e Barbuda | -                            | Vincente del Secondo Turno della fase finale di qualificazione | -                                   | Esordiente      |
| 2   | Trinidad e Tobago | 2 settembre 1978             | Vincente del Secondo Turno della fase finale di qualificazione | -                                   | Esordiente      |
| 3   | Haiti             | 1 ottobre 1978               | Vincente del Secondo Turno della fase finale di qualificazione | -                                   | Esordiente      |
| 4   | Suriname          | 13 ottobre 1978              | Vincente del Secondo Turno della fase finale di qualificazione | -                                   | Esordiente      |

Nella sezione "partecipazioni precedenti al torneo", le date in grassetto indicano che la nazione ha vinto quella edizione del torneo, mentre le date in corsivo indicano la nazione ospitante.

## Fase finale

### Girone unico
| Port of Spain 22 ottobre 1978 | Suriname | 3 – 0 | Haiti | Queen's Park Oval |

| San Fernando 23 ottobre 1978 | Trinidad e Tobago | 3 – 1 | Antigua e Barbuda | Skinner's Park |

| Port of Spain 25 ottobre 1978 | Suriname | 1 – 0 | Trinidad e Tobago | Queen's Park Oval |

| San Fernando 26 ottobre 1978               | Haiti     | 1 – 0 | Antigua e Barbuda | Skinner's Park |
| \| \| \| \| \| Jo Louis \| Marcatori \| \| |           |       |                   |                |
|                                            |           |       |                   |                |
| Jo Louis                                   | Marcatori |       |                   |                |

| San Fernando 28 ottobre 1978                            | Suriname  | 4 – 0 | Antigua e Barbuda | Skinner's Park |
| \| \| \| \| \| Calor Leisberg George \| Marcatori \| \| |           |       |                   |                |
|                                                         |           |       |                   |                |
| Calor Leisberg George                                   | Marcatori |       |                   |                |

| Port of Spain 29 ottobre 1978 | Haiti | 2 – 2 | Trinidad e Tobago | Queen's Park Oval |

| Pos | Squadra           | P.ti | G | V | N | P | GF | GS | DR |
| --- | ----------------- | ---- | - | - | - | - | -- | -- | -- |
| 1   | Suriname          | 6    | 3 | 3 | 0 | 0 | 8  | 0  | +8 |
| 2   | Trinidad e Tobago | 3    | 3 | 1 | 1 | 1 | 5  | 4  | +1 |
| 3   | Haiti             | 3    | 3 | 1 | 1 | 1 | 3  | 5  | -2 |
| 4   | Antigua e Barbuda | 0    | 3 | 0 | 0 | 3 | 1  | 8  | -7 |